# Сандавізая II
Сандавізая II (*бірм. ဒုတိယ စန္ဒဝိဇလရာဇာ, д/н — 25 березня 1738) — 38-й володар М'яу-У в 1737—1738 роках. Відомий також як Сандавізала.

## Життєпис
Походження є дискусійним. Був братом узурпатора Нарапавари, можливо звався У Ну (за іншиою версією це ім'я іншого повстанця). У вересні 1737 року повалив брата, захопивши трон, прийнявши ім'я Сандавізая II. Втім  вимушен приборкувати численні повстання. У січні 1738 року проти нього виступив очільник бенгальських мусульман (рохінджа) Чун Кат'я, який у березні повалив Сандавізаю II, захопивши владу. Але того через декілька днів повалив рідний брат Сандавізаї II — Мадаріт.